# حرم أبل
حرم آبل كان المقر الرئيسي لشركة آبل من عام 1993 حتى 2017. في أبريل 2017، تم استبداله بشكل كبير بحرم آبل بارك (المعروف أيضًا باسم "حرم آبل 2")، ولكنه لا يزال يستخدم كمكتب ومساحة مختبرات لآبل. يقع الحرم في 1 Infinite Loop بمدينة كوبرتينو، كاليفورنيا، الولايات المتحدة. يشبه تصميمه الحرم الجامعي، حيث تم ترتيب المباني حول المساحات الخضراء.

## التاريخ

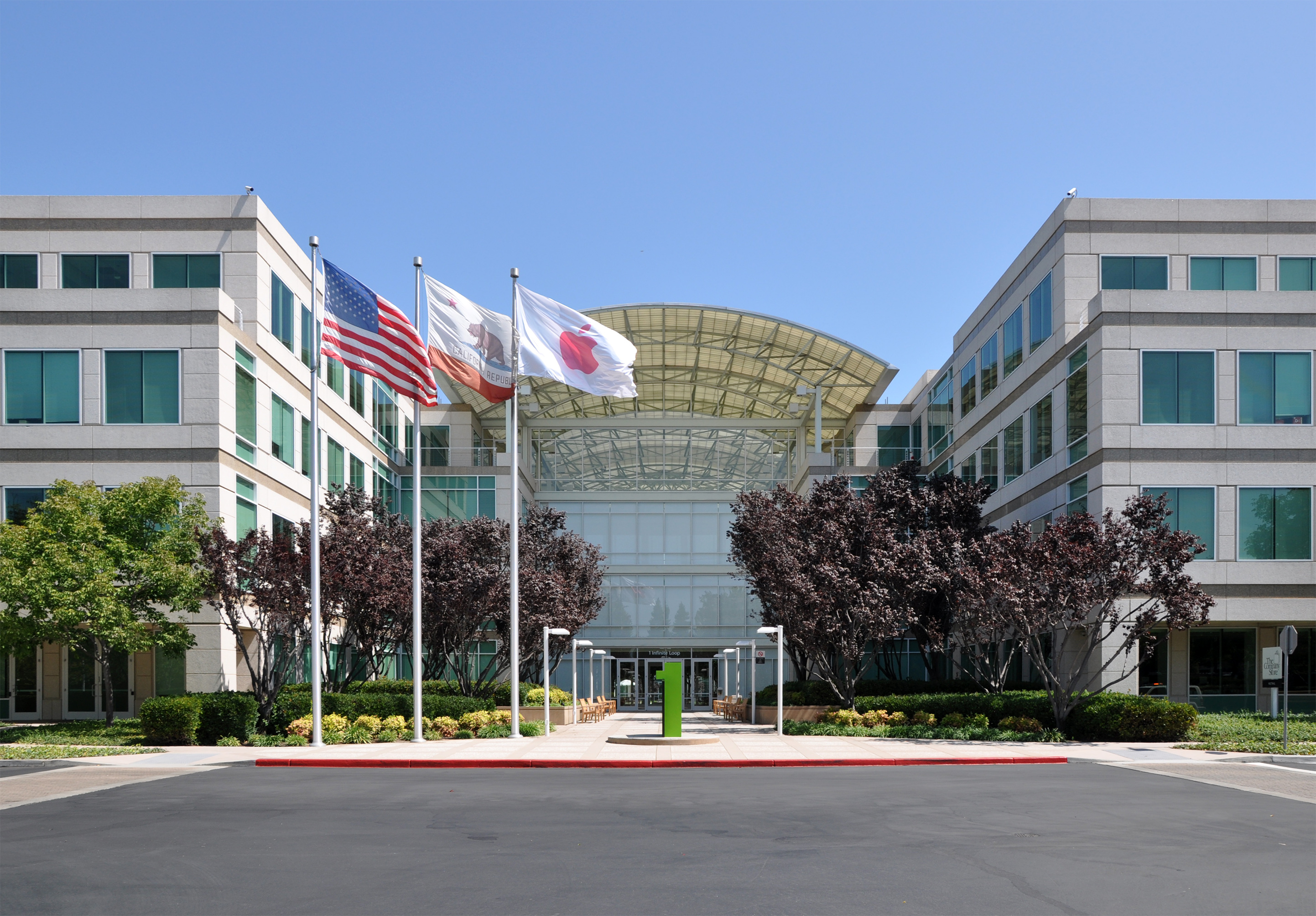
المبنى الرئيسي (IL1)، من شارع De Anza

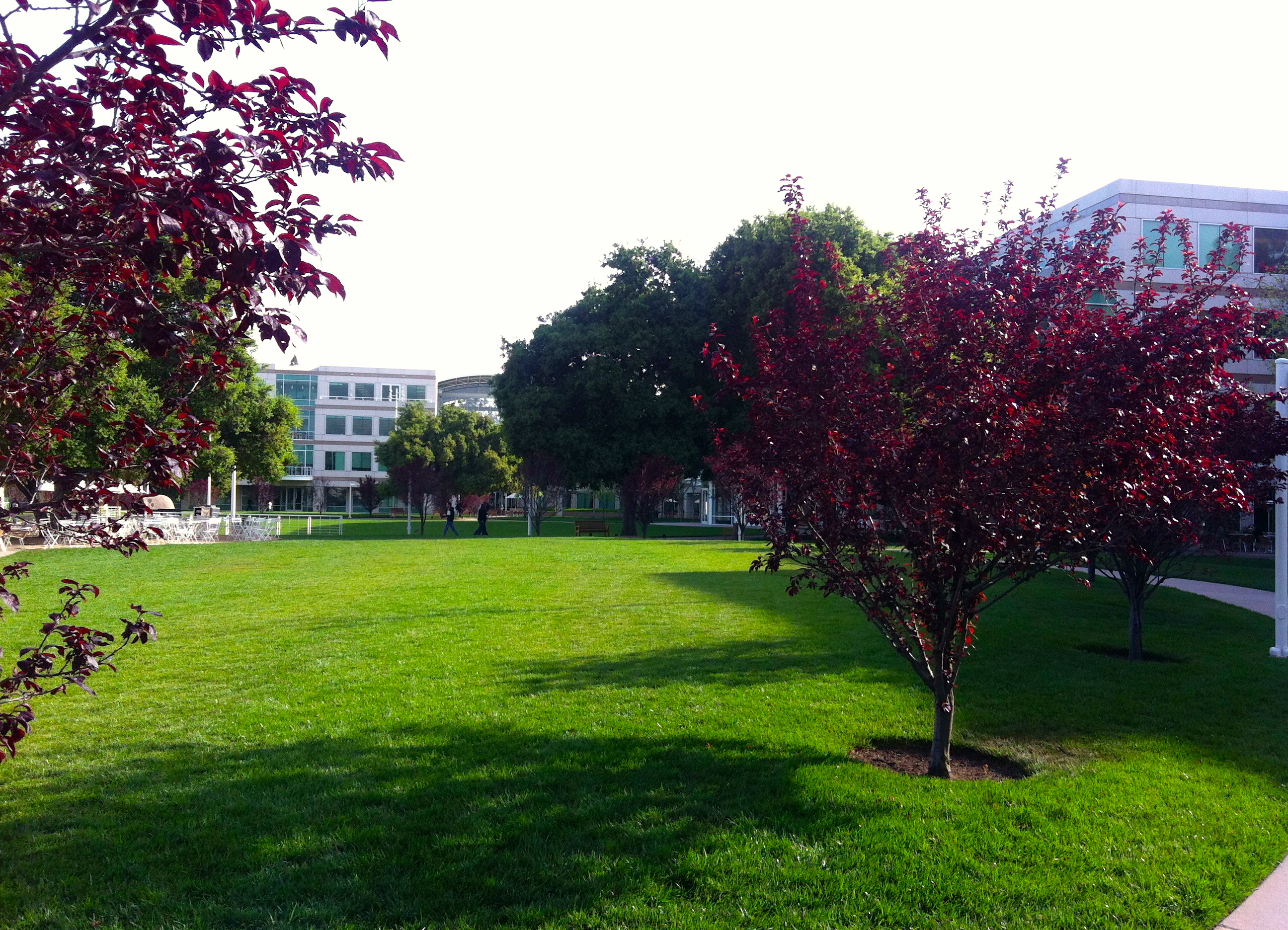
داخل حرم آبل، من خارج مقهى ماكس، باتجاه المبنى IL6

كان المقر الرئيسي لشركة آبل في الأصل يقع في المبنى 1 بشارع 20525 Mariani Ave في كوبرتينو. الأرض الواقعة شرق مبنى Mariani One عبر شارع De Anza، والتي تم بناء الحرم عليها، كانت تحتلها سابقًا شركة Four-Phase Systems (التي استحوذت عليها لاحقًا شركة موتورولا). تبلغ مساحة الحرم 850,000 قدم مربع (79,000 م²). بدأت أعمال البناء في عام 1992 واكتملت في عام 1993 بواسطة شركة سوبريتو للتطوير. قبل عام 1997، كانت الأنشطة في الحرم مخصصة للبحث والتطوير فقط. حتى ذلك الحين، كانت المباني تُعرف باسم R&D 1–6. مع عودة ستيف جوبز إلى آبل في عام 1997، تم إدخال تغييرات على الحرم. زادت آبل عدد المباني المستخدمة، ونُقلت العديد من الأنشطة غير المتعلقة بالبحث والتطوير إلى المباني في Infinite Loop، وتم تخصيص الرموز "IL" للمباني. شملت إجراءات ستيف جوبز حظر اصطحاب الحيوانات الأليفة للموظفين وتحسين قائمة الطعام في الكافيتريا بشكل كبير.
في ليلة 12 أغسطس 2008، اندلع حريق في الطابق الثاني من المبنى Valley Green 6. عمل رجال الإطفاء حتى الصباح لإخماد الحريق. لم يتم الإبلاغ عن إصابات، ولكن المبنى الذي يبلغ عمره أربعين عامًا تعرض لأضرار ناتجة عن الحريق بقيمة 2 مليون دولار.

## الموقع

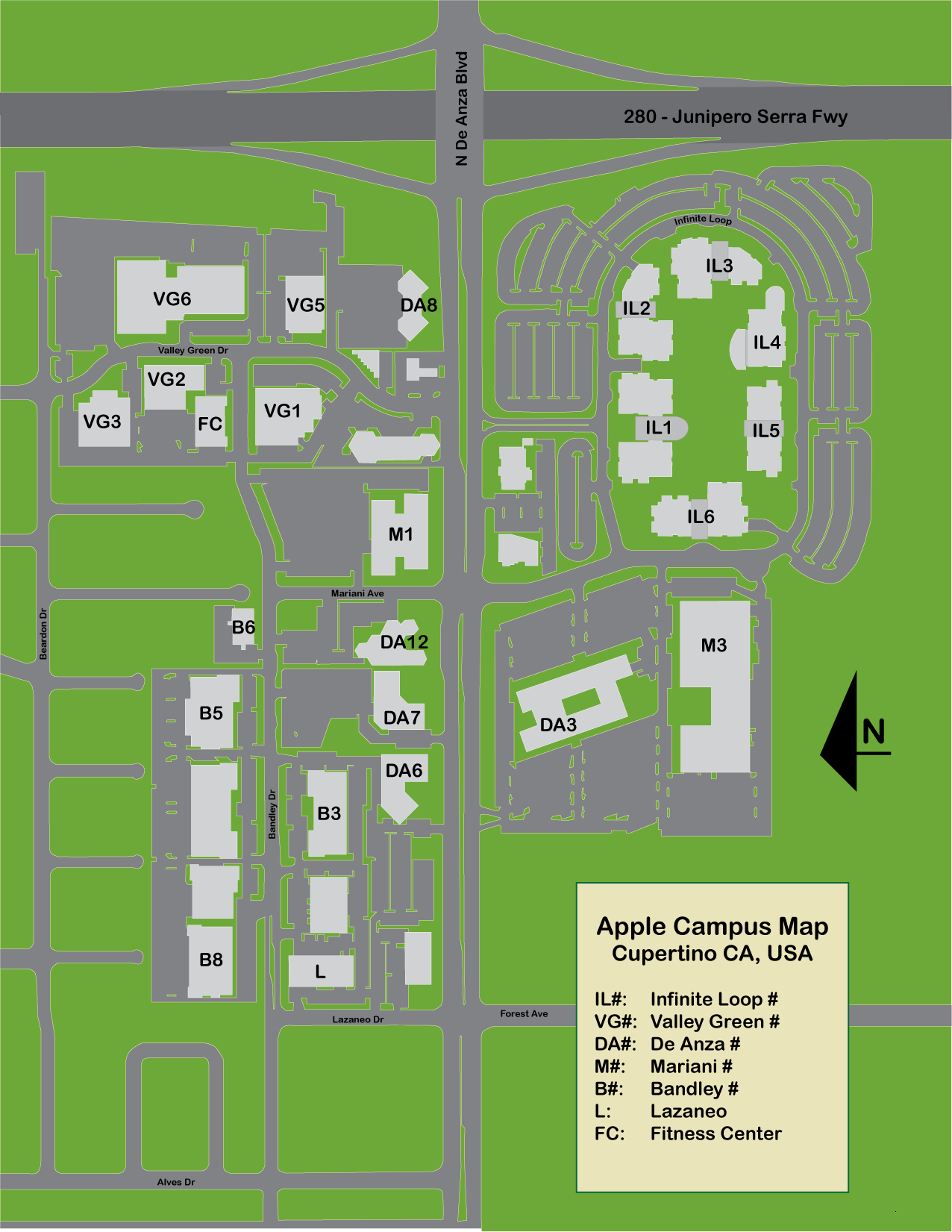
خريطة حرم آبل

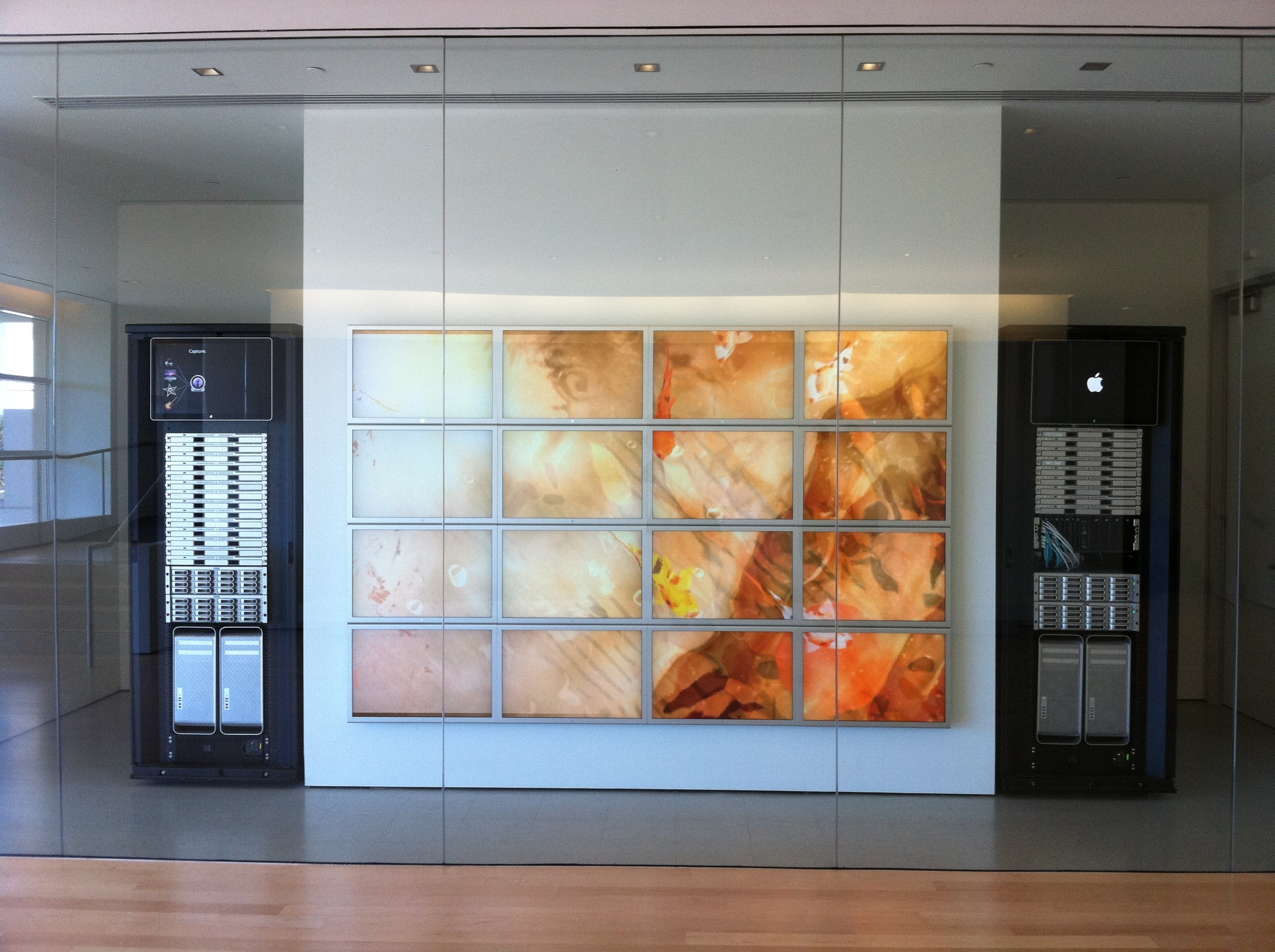
جدار من الشاشات المسطحة والخوادم في مركز الإحاطة التنفيذية بحرم آبل

يقع حرم آبل عند الزاوية الجنوبية الشرقية من الطريق السريع 280 وشارع De Anza، ويحتل مساحة 32 فدانًا (130,000 م²) تتوزع على ستة مبانٍ تتكون من أربعة طوابق. كل مبنى مرقم برقم واحد على الشارع الخاص على شكل حرف U المعروف باسم "Infinite Loop"، والذي أُطلق عليه هذا الاسم نسبة إلى مفهوم البرمجة "الحلقة اللانهائية". يشكل الشارع، بالتعاون مع شارع Mariani Avenue، دائرة يمكن التنقل فيها إلى ما لا نهاية. المبنى الرئيسي يحمل العنوان "1 Infinite Loop, كوبرتينو, كاليفورنيا". يشير الموظفون إلى هذه المباني بالرموز IL1 إلى IL6، التي ترمز إلى Infinite Loop 1–6. خارج منطقة Infinite Loop، يشغل حرم آبل أكثر من ثلاثين مبنىً إضافيًا متفرقًا في أنحاء المدينة.
بعض هذه المباني مستأجرة (بتكلفة إيجار متوسطها 2.50 دولار لكل قدم مربع)، والبعض الآخر مملوك حديثًا؛ الأرض التي تحتلها المباني الجديدة مخصصة لتشييد حرم جديد في المستقبل في المدينة لأغراض التمركز. بشكل عام، تسيطر الشركة على أكثر من 3,300,000 قدم مربع (310,000 م²) من مساحة الأنشطة في مدينة كوبرتينو، بما في ذلك تسعة مبانٍ جديدة في شارع Pruneridge Avenue. هذا يمثل حوالي 40% من 8,800,000 قدم مربع (820,000 م²) من المساحة المخصصة للمكاتب ومرافق البحث والتطوير المتاحة في المدينة.
كان هناك متجر لآبل في 1 Infinite Loop يبيع أجهزة آبل والهدايا التذكارية. وكان هو الجزء الوحيد من الحرم المفتوح للجمهور. تم إغلاق المتجر في 20 يناير 2024، في تمام الساعة 6:00 مساءً.